# USS Saratoga (NCC-31911)
A USS Saratoga (NCC-31911) egy föderációs űrhajó a Star Trek történetében. Ezen a hajón teljesített szolgálatot Benjamin Sisko, mielőtt a Deep Space Nine-ra helyezték volna, ezért a hajó a Star Trek: Deep Space Nine sorozat legelső részének legelején látható.

## Története
A Miranda osztályú Saratoga a vulkáni Storil kapitány parancsnoksága alatt 2367-ben részt vett a Wolf 359 csillagnál bekövetkezett Borg elleni csatában, ahol egy borg-kocka behatolt a föderációs űr 01-es szektorába. Sisko a hajó első tisztje volt. A kockáról küldött megadásra felszólító üzenetet pedig az a Jean-Luc Picard közölte, akit nem sokkal azelőtt rabolt el a Borg, és Locutus néven borg-dolgozóhoz hasonlóvá tette (ahogy ez a Star Trek: Az új nemzedék vonatkozó epizódjaiból kiderül). A 01-es szektor védelmében több hajó is támadta a borg-kockát, de az sokakat megsemmisített vagy használhatatlanná tett. A Saratoga is lövéseket kapott, és az egyik találattól szinte mindenki meghalt a parancsnoki hídon, csupán Sisko és pár tiszt élte túl a támadást. Ezen kívül a reaktormag is megsérült, amitől az pár perc utáni felrobbanással fenyegetett, ezért azonnal megkezdték a hajó evakuálását. Sisko elindult a feleségét, Jennifert és a fiát, Jake-et megkeresni a kabinjukban, de a támadástól a kabin födémje rájuk omlott, ami alól Sisko igyekezett kiszabadítani őket. Jake-et hamar megtalálta, aki könnyebb sérüléseket szenvedett, Jennifer azonban nem volt ilyen szerencsés, ő a romok alatt lelte halálát, ahogy ezt az időközben odaérkező biztonsági főtiszt trikorderrel meg is állapította. Sisko nem akarta otthagyni az asszonyt, de a főtiszt Jake-kel együtt kirángatta a kabinból, majd a mentőhajóba szálltak az életben maradottakkal együtt, és rögtön elhagyták a hajót, ami pár pillanat múlva fel is robbant. 
Sisko három év múlva kapta meg kinevezését a Deep Space Nine űrállomás parancsnoki tisztségére, ahova Jake is elkísérte. A sors iróniájaként az Enterprise-D-vel érkeztek, aminek a kapitánya az időközben visszatért Picard volt ismét, aki annak idején Locutusként Sisko hajóját is támadta. Sisko később az űrállomás parancsnoki irodájába ki is helyezte a Saratoga modelljét. 

### Egyéb
A Saratoga korábbi időszakáról számos könyv jelent meg, ahogy az utóéletéről is, ez utóbbiban egy új Saratoga épült NCC-31911-A regisztrációs számmal, de ez a hajó már nem játszik lényeges szerepet Sisko életében. A hajó külsőleg ugyanolyan volt, mint a korábbi Saratoga.

## Háttér
A Saratoga a Miranda osztály módosított altípusa: az osztályra jellemző felső torpedóvető hiányzik az azt tartó pilonokkal együtt, két oldalán viszont nagy teljesítményű szenzor-rudak kerültek kialakításra. Ez a harmadik (III) változata a Miranda osztálynak, a hagyományoson kívül a második (II) változat sem hordoz torpedóvetőt, de a harmadik változattal ellentétben nincs más látható pluszeszköze sem. A Saratogához hasonlóan erre is csak egy hivatalos példa van: a USS Lantree (NCC-1837). A II és III típusú Miranda ezen egy-egy hajón kívül máshol hivatalosan nem szerepel, csak a hagyományos, de arra sincs utalás, hogy csak ezek a hajók léteztek volna belőlük (a föderációs hajógyártást ismerve több, mint valószínű, hogy nem). A Miranda osztály módosításával jött létre a hivatalos, fézerágyúkkal szerelt Soyuz és az érzékelőradaros Antares osztály is, ezért bizonyos nem hivatalos dokumentációban a Miranda III-ra „Ticonderoga osztályként” hivatkoztak, ezen kívül pedig olyan további Mirandából származó nem hivatalos osztályokat is ismertetnek, mint a „Vol Sulaki, Apache, Truman, New York” és „Callisto osztályokat” – ezek alapján a Miranda II a Truman osztálynak felelne meg leginkább.

## Érdekesség
- Korábban már létezett egy Saratoga nevű hajó a Star Trekben, ami ugyancsak Miranda osztályú volt, ez a hajó a Star Trek IV: A hazatérés című filmben szerepelt (a hajóról lásd ott).
- Storil kapitányt, a Saratoga parancsnokát ugyanaz a J.G. Hertzler alakította, aki Martok tábornok megszemélyesítője is volt.